# مقاطعة قصر قند
مقاطعة قصر فند (بالفارسية: شهرستان قصرقند) هي مقاطعة في  محافظة سيستان وبلوشستان في إيران .عاصمة المقاطعة هي قصر قند . تأسست المقاطعة عن طريق تقسيم الإقليم عام 2013. في تعداد عام 2006 ، بلغ عدد السكان 51973 نسمة.